# À la poursuite du manuscrit sacré : La Quête de la vérité
Pour plus de détails, voir Fiche technique et Distribution.
À la poursuite du manuscrit sacré : La Quête de la vérité (The Rendezvous), est un film d'action-aventure américain réalisé par Amin Matalqa et Annemarie Jacir et sorti en 2016.
De Los Angeles aux déserts de Jordanie et à l'ancienne cité de Pétra, les protagonistes se retrouvent pourchassés par une secte apocalyptique, les Armageddonites, qui croient qu'ils possèdent les manuscrits de la mer Morte qui pourraient provoquer la fin des temps.

## Synopsis
Le médecin américain Rachel Rozman, d'origine (et de religion) juive, est appelée en Jordanie pour identifier son frère David, tué dans des circonstances mystérieuses. Ne se résignant pas au refus des autorités de l'aider, elle tente d'impliquer le réticent Jake Al-Shadi, un agent du gouvernement américain d'origine arabe et de religion musulmane. Tous deux découvrent que David a été tué pour un parchemin contenant une prophétie mortelle, qui n'a jamais été retrouvé et dont personne ne sait où il se trouve. Dès lors, ils sont pourchassés par : une petite secte de religieux chrétiens fanatiques dirigée par Lisbeth ; des policiers du gouvernement ; Beltran Reyes, l'ami de David. Après avoir trouvé le parchemin, grâce à une incision cutanée sur le corps de David, Rachel s'enfuit par le temple d'El Khasneh al Faroun, mais elle est rattrapée d'abord par Beltran, puis par Jake et enfin par Lisbeth. Au cours de quelques échauffourées, le parchemin tombe, Lisbeth, en tentant de le rattraper, fait une chute mortelle et Beltran, après avoir avoué le meurtre de David, tombe également, tué par Jake, lui-même blessé lors de l'échauffourée avec Beltran. Dans la dernière scène, Rachel et Jake, de retour en Amérique, s'embrassent passionnément.

## Fiche technique
- Titre original : À la poursuite du manuscrit sacré : La Quête de la vérité (titre DVD)
- Titre original : The Rendezvous[1]
- Réalisation : Annemarie Jacir, Amin Matalqa
- Scénario : Terrel Seltzer, d'après le roman A New Song de Sarah Isaias paru en 2011.
- Photographie : Zoran Popovic
- Montage : Sasha Dylan Bell
- Musique : Austin Wintory
- Production : Dan Halsted, Tricia Gibbs
- Sociétés de production : Halsted Pictures, New Song
- Pays de production :  États-Unis
- Langue originale : anglais américain
- Format : couleur
- Genres : film d'action-aventure
- Durée : 92 minutes
- Date de sortie :
  - États-Unis : 8 octobre 2016 (Festival du film de Mill Valley)
  - France : 25 avril 2018 (DVD)

## Distribution
- Raza Jaffrey : Jake Al-Shadi
- Stana Katic : Rachel Rozman
- Alfonso Bassave : Beltram Reyes
- Meg Cionni : Lisbeth
- Glenn Fleshler : Conrad Hanley
- Ronald Guttman : Charles Du Plessis
- Darby Stanchfield : Ruthie
- Nadim Sawalha : Fawaz Azzam